# Snestormen 1978/1979
Snestormen 1978/1979 betegner en snestorm, som ramte dele af Europa ved årsskiftet 1978/1979. Snevejret begyndte den 28. december 1978 og varede i fire dage ind i det nye år. Værst gik det ud over det sydlige Jylland, Lolland og Falster, hvor enkelte landsbyer helt var lukket af snemasserne. På Lolland og Falster blev snestormen også kaldt for sne- eller vinterkrigen. En anden snestorm i snevinteren 1978/79 fulgte i februar 1979.
Snestormen begyndte den 28. december 1978, efter at varme luftmasser fra sydvest mødte arktisk kold luft fra nord. De store temperaturforskelle mellem høj- og lavtryk udløste på kort tid en dyne af sne især i de sydlige dele af Danmark, i Nordtyskland, Nederlandene samt i Skåne i det sydlige Sverige. Ved Keldsnor på Langelands sydspids faldt der i alt 51 cm sne i de fire dage. I hele tidsrummet var der konstant kuling eller stormende kuling, der nytårsaften endda nåede stormstyrke med 26 meter per sekund. Stormen skabte trafikkaos i store dele af landet. Mere end 1.000 biler var kørt fast i eller strandede i snedriver. I Sønderjylland og på Lolland-Falster var der snedriver på op til 4-5 meters højde, grænsen til Tyskland var lukket i flere dage og mere end 200 mennesker måtte reddes fra fastkørte biler på motorvejen. Enkelte steder var snemængderne så voldsomme, at bygninger nærmest blev begravet i sne. Selv tog med sneplov og hærens bæltekøretøjer, som skulle redde syge og gravide, havde problemer med de store snemængder.